# Hayley Lauder
Hayley Lauder (4 giugno 1990) è una calciatrice scozzese, centrocampista del Glasgow City e della nazionale scozzese.

## Carriera

### Club
Hayley Lauder si appassiona al gioco del calcio fin da giovanissima, tesserandosi con il Murieston United Girls e giocando nelle loro formazioni giovanili fino al 2007, anno del suo trasferimento all'Edinburgh Ladies, squadra che dalla successiva stagione muta la sua denominazione in Spartans.
Nell'agosto 2011 Lauder coglie la sua prima opportunità di giocare in un campionato estero, sottoscrivendo un accordo con le cipriote dell'Apollōn Lemesou nell'ambito della loro campagna acquisti per affrontare la stagione 2011-12 di UEFA Women's Champions League. Alla sua prima partita con il club, l'11 agosto, sigla una tripletta nell'incontro dove l'Apollon si impone per 15-0 le lussemburghesi del Progrès Niedercorn e due giorni più tardi va a segno altre due volte in quello dove supera 8-0 le gallesi dello Swansea City; scende in campo anche nella terza partita, vinta 2-1 sulle ucraine del Legenda, che è anche l'ultima che disputa con la squadra cipriota.
Nel febbraio 2012 Lauder decide di trasferirsi all'Åland United, sottoscrivendo un contratto annuale per giocare in Naisten Liiga, il livello di vertice del campionato finlandese femminile di calcio. Durante la partita disputata con l'ONS il 22 settembre, segna tre delle sei reti con le quali la sua squadra vince 6-0; durante la stagione segna anche tre doppiette che assieme ad altri 9 centri portano a 18 le reti complessive segnate su 26 incontri, contribuendo a far raggiungere alla sua squadra il secondo posto a solo due punti dalle campionesse di Finlandia 2012 del PK-35 Vantaa.

### Nazionale
Lauder inizia ad essere convocata dalla federazione scozzese nel 2007, inizialmente nella formazione Under-17 dove fa il suo debutto il 20 maggio nell'amichevole vinta per 5-0 sulle pari età dell'Irlanda del Nord.
Nel settembre dello stesso anno il tecnico Tony Gervaise la chiama per vestire la maglia dell'Under-19, prima nella doppia amichevole con la Danimarca dell'11 e 13, entrambe vinte 3-1, per poi essere inserita in rosa nella squadra impegnata alle qualificazioni al campionato europeo di Francia 2008, debuttando in un torneo ufficiale UEFA il 29 settembre, nell'incontro vinto 3-0 sull'Azerbaigian e valido per il primo turno di qualificazione. Gervaise la impiega anche nelle tre partite del secondo turno, dove la Scozia si classifica al primo posto del gruppo 4 conquistando l'accesso alla fase finale, e in tutti i tre incontri del girone B, dove la nazionale non riesce a risultare competitiva nella fase a gironi chiudendo all'ultimo posto a zero punti e venendo eliminata dal torneo.
Il tecnico le rinnova la fiducia anche per la successiva fase di qualificazione all'Europeo U19 di Bielorussia 2009, venendo impiegata in una sola occasione nel torneo ma venendo convocata in diverse amichevoli fino all'aprile 2009.
L'anno seguente il tecnico Anna Signeul la convoca nella nazionale maggiore facendola debuttare in occasione dell'Cyprus Cup 2010 della Cyprus Cup, nella partita persa 2-0 con l'Italia, segnando per la prima volta cinque giorni più tardi, nell'incontro vinto 2-1 con il Sudafrica.
Nel febbraio 2011, a Haverfordwest, Lauder sigla la sua prima doppietta in nazionale nell'incontro vinto 4-2 sul Galles, e un mese più tardi a Cyprus Cup 2011, Lauder è autrice dell'assist che consente a Jennifer Beattie di siglare la rete del definitivo 2-0 che consente alla Scozia di superare l'Inghilterra.
Signeul la convoca più volte durante le fasi di qualificazione agli Europei di  Svezia 2013, e ai mondiali, di Germania 2011 e Canada 2015, senza mai riuscire a qualificarsi per la fase finale.
L'impresa riesce nella formazione che affronta le qualificazioni all'Europeo dei Paesi Bassi 2017. La squadra, inserita nel gruppo 1, chiude la fase classificandosi al secondo posto, a pari punti con l'Islanda, unica nazionale che la supera 4-0 nella partita casalinga del 3 giugno 2016 a Falkirk ma che verrà a sua volta sconfitta per 2-1 in quella di ritorno del 20 settembre 2016, garantendosi così l'accesso alla fase finale come migliore nazionale tra quelle seconde classificate. Lauder viene impiegata in sette delle otto partite giocate dalla sua nazionale, con Signeul che dopo averla impiegata all'edizione 2017 della Cyprus Cup, dove gioca due dei quattro incontri disputati dalla Scozia, il 27 giugno 2017 la annovera nella lista definitiva delle atlete che parteciperanno al primo Europeo disputato dalla nazionale femminile della Scozia. Nella fase finale gioca una sola delle tre partite del gruppo D, quella del 23 luglio 2017 persa per 2-1 con le avversarie del Portogallo. Il percorso della propria nazionale vede quella del 19 luglio dove viene pesantemente sconfitta dall'Inghilterra per 6-0 e l'ultima della fase a gironi dove supera per 1-0 la Spagna, ma pur avendo conquistato 3 punti a pari merito di Portogallo e Spagna, la Scozia viene eliminata in favore di quest'ultima per peggiore differenza reti.

## Palmarès

### Club
- Campionato scozzese: 3

Glasgow City: 2014, 2015, 2016
- Scottish Women's Cup: 2

Glasgow City: 2014, 2015
- Scottish Women's Premier League Cup: 3

Glasgow City: 2012, 2013, 2014

### Nazionale
- Pinatar Cup: 1

2020